# Anisoneura inermis
Anisoneura inermis là một loài bướm đêm trong họ Noctuidae.